# Драган (ім'я)
Драган  (pronounced [drǎgan] , серб. кир.: Драган) — популярне сербохорватське чоловіче ім'я походить від загального слов'янського кореня "драг"("дорог"), що означає «дорогий, любий». Жіноча форма - Драгана . 
Люди з таким іменем: 

## Політики та посадовці
- Драган Чавич, політик боснійських сербів
- Драган Чович, хорватський політик в Боснії та Герцеговині
- Драган Джилас, сербський політик і бізнесмен
- Драган Джоканович, політик боснійських сербів
- Драган Йочич, сербський політик
- Драган Коджадинович, сербський журналіст, політик та міністр культури
- Драган Маркович, сербський політик
- Драган Маршишанін, сербський політик
- Драган Мікеревич, боснійський сербський політик
- Драган Приморак, хорватський вчений і політик
- Драган Шутановац, міністр оборони Сербії
- Драган Тодорович (політик), сербський політик
- Драган Томич, сербський політик, виконувач обов'язків президента Сербії в 1997 році
- Драган Цанков, болгарський політик, двічі прем'єр-міністр
- Драган Вулін, хорватський політик і вчений

## Спортсмени
- Драган Антанасієвич, сербський футболіст
- Драган Бендер, хорватський професійний баскетболіст
- Драган Блатняк, боснійський футболіст
- Драган Богавач, чорногорський футболіст
- Драган Цирич, сербський футболіст
- Драган Джаїч, сербський футболіст у відставці
- Драган Димитровський, македонський футболіст
- Драган Драгутинович, сербський футболіст
- Драган Холцер, югославський футболіст
- Драган Йович, тренер боснійського футболу
- Драган Йованович, югославський футболіст
- Драган Канатларовський, югославський / македонський футболіст та менеджер
- Драган Кічанович, сербський баскетболіст у відставці
- Драган Кокотович, сербський футболіст і менеджер
- Драган Луковський, сербський баскетболіст
- Драган Мілосавлевич, сербський баскетболіст
- Драган Младенович, сербський футболіст
- Драган Мрджа, сербський футболіст
- Драган Начевський, македонський футболіст
- Драган Окука, сербський футболіст і менеджер
- Драган Пантелич, югославський / сербський футболіст
- Драган Перич, спортсмен-олімпійський спортсмен у відставці
- Драган Попович, футболіст і тренер Югославії
- Драган Пунішич, югославський / сербський футболіст
- Драган Рака, сербський тренер з баскетболу
- Драган Радойчич, сербський / чорногорський футболіст та менеджер
- Драган Станчич, сербський футболіст
- Драган Стожисавлевич, сербський футболіст
- Драган Стойков, македонський футболіст
- Драган Стойкович, сербський футболіст у відставці та нинішній керівник
- Драган Таладжич, хорватський футболіст і менеджер
- Драган Тарлач, сербський баскетболіст у відставці
- Драган Тешанович (1985 р.н.), сербський боєць змішаних єдиноборств
- Драган Травиця, хорватський натуралізований італійський гравець з волейболу.
- Драган Умічевич, шведський хокеїст на льоду
- Драган Жаркович, сербський футболіст

## Художники та артисти
- Драган Бєлогрлич, сербський актор
- Драган Кожич Кеба, циганський / сербський народний співак
- Драган Мічанович, сербський актор
- Драган Николич, сербський актор
- Драган Роганович, відомий сербсько-австралійський музичний продюсер і діджей
- Драган Тодорович, югославський письменник, журналіст, художник